# BSG Aufbau Aue-Bernsbach
Die BSG Aufbau Aue-Bernsbach war eine Betriebssportgemeinschaft aus Bernsbach im Bezirk Karl-Marx-Stadt. Im Jahr 1951 wurde die Aufbau Aue-Bernsbach und nach der Wende der SV Saxonia Bernsbach als Nachfolger gegründet. Die Fußballsektion der BSG wurde durch die Teilnahme am FDGB-Pokal 1958 überregional bekannt.

## Geschichte
Nachdem der Sportverein Saxonia Bernsbach 1945 auf Befehl der Alliierten Kontrollbehörde nach dem Kontrollratsgesetz Nr. 2 vom 10. Oktober 1945 sowie der Direktive Nr. 23 vom 17. Dezember 1945 aufgelöst worden war, wurde mit der SG Bernsbach der inoffizielle Nachfolgeverein gegründet. Im Jahr 1951 ging die SG Bernsbach durch den Einstieg der Sportvereinigung Aufbau sowie des ortsansässigen Trägerbetriebes Bauunion Aue in der BSG Aufbau Aue-Bernsbach auf.
Zur Saison 1953/54 stieg die BSG Aue-Bernsbach zum ersten Mal in die Bezirksliga Karl-Marx-Stadt auf und hielt sich dort bis zur Saison 1956. Zur Saison 1958 stieg die Mannschaft aus Bernsbach erneut in die Bezirksliga auf und nahm  zudem am FDGB-Pokal 1958 teil. In der ersten Runde des FDGB-Pokals traf die Mannschaft auf den SC Einheit Dresden und schied durch eine 1:3-Niederlage aus dem Wettbewerb aus. Im Jahr 1963 erreichten die Erzgebirger noch einmal das Karl-Marx-Städter Bezirksfinale, das die Mannschaft aber gegen die HSG Wissenschaft Freiberg verloren. Zur Saison 1972/73 stieg der Verein aus der Bezirksliga ab.
In der Folgezeit agierte die BSG ausnahmslos in der Bedeutungslosigkeit des DDR-Fußballs und war ausschließlich im Lokalfußball des Erzgebirges aktiv. Auch nach der Wende ist der Nachfolgeverein SV Saxonia Bernsbach weiterhin nur im Lokalfußball des Erzgebirges aktiv.

## Statistik
- Teilnahme FDGB-Pokal: 1958
- Teilnahme Bezirksliga Karl-Marx-Stadt: 1953/54 bis 1956, 1958 bis 1972/73

## Personen
- Gottfried Eberlein
- Karl Wolf
- Siegfried Wolf